# Kościół św. Mikołaja Biskupa w Brzeźniaku
Kościół św. Mikołaja Biskupa w Brzeźniaku – katolicki kościół filialny zlokalizowany we wsi Brzeźniak w gminie Węgorzyno, w powiecie łobeskim (województwo zachodniopomorskie). Jest filią parafii Wniebowzięcia Najświętszej Maryi Panny w Węgorzynie.

## Historia i architektura
Wzniesiony w konstrukcji ryglowej kościół powstał w XIX wieku. Został postawiony na miejscu wcześniejszej świątyni, która spłonęła w pożarze w 1823 roku. Usytuowany jest w centrum wsi. Posadowiony jest na nierównym terenie, część wschodnia umieszczona jest na podmurówce, do wejścia w ścianie południowej prowadzą schodki, natomiast od zachodu poziom kościoła jest równy z poziomem gruntu. 
Kościół zbudowany został na planie wydłużonego prostokąta, od strony wschodniej zamknięty jest prostą ścianą. Nakryty jest dachem dwuspadowym. Szczyty ścian są oszalowane. Portal wejściowy ma kształt prostokątny, okna natomiast zamknięte są ostrymi łukami. Wnętrze kościoła nakrywa płaski, belkowany strop. Na wyposażeniu znajdują się drewniane ławki oraz zdobiona empora chórowa z prospektem organowym. W ścianie prezbiterium znajduje się XIX-wieczny obraz przedstawiający Chrystusa Zmartwychwstałego.
Po II wojnie światowej kościół został poświęcony jako świątynia katolicka w dniu 6 grudnia 1945 roku przez ks. Ignacego Grzybowskiego CR.
W 2005 roku kościół przeszedł kompleksowy remont. Oryginalnie kościół pozbawiony był wieży, którą dobudowano dopiero w 2007 roku.